# Тум'юмучаське сільське поселення
Тум'юмуча́ське сільське поселення (рос. Тумьюмучашское сельское поселение) — муніципальне утворення у складі Куженерського району Марій Ел, Росія. Адміністративний центр — село Тум'юмучаш.

## Населення
Населення — 1073 особи (2019, 1263 у 2010, 1554 у 2002).

## Склад
До складу поселення входять такі населені пункти:
| Населений пункт              | Населення, осіб (2002) | Населення, осіб (2010) |
| ---------------------------- | ---------------------- | ---------------------- |
| Великий Тум'юмучаш, присілок | 333                    | 301                    |
| Верх-Ушут, присілок          | 167                    | 153                    |
| Енербал, присілок            | 34                     | 27                     |
| Єрошкино, присілок           | 49                     | 38                     |
| Кокшародо, присілок          | 133                    | 103                    |
| Конганур, присілок           | 181                    | 144                    |
| Лопсола, присілок            | 116                    | 85                     |
| Міхаленки, присілок          | 11                     | 6                      |
| Нурсола, присілок            | 149                    | 109                    |
| Одобеляк, присілок           | 85                     | 74                     |
| Окаш'ял, присілок            | 14                     | 1                      |
| Орішуть, присілок            | 1                      | -                      |
| Пекейсола, присілок          | 73                     | 60                     |
| Пондашсола, присілок         | 20                     | 9                      |
| Тум'юмучаш, село             | 188                    | 153                    |